# Berihu Aregawi
Berihu Aregawi (en amharique : በሪሁ አረጋዊ), né le 28 février 2001 dans la région du Tigré, est un athlète éthiopien, spécialiste des courses de fond.

## Biographie
En 2018, il remporte la médaille de bronze du 10 000 mètres lors des championnats du monde juniors et la médaille d'argent du 3 000 mètres lors des Jeux olympiques de la jeunesse.
Troisième des sélections olympiques éthiopiennes, le 8 juin 2021, il participe au 10 000 mètres des Jeux olympiques de 2020 à Tokyo, se classant 4e de la finale. Il remporte l'épreuve du 5 000 m de la Ligue de diamant 2021 en s'imposant lors de la finale à Zurich. Le 31 décembre 2021, lors de la Cursa dels Nassos à Barcelone, Berihu Aregawi établit un nouveau record du monde du 5 km en 12 min 49 s, améliorant de 2 secondes l'ancienne meilleure marque mondiale détenue depuis 2020 par l'Ougandais Joshua Cheptegei. 
En mai 2022, lors de la Prefontaine Classic, il porte son record personnel sur 5 000 m à 12 min 50 s 05. Il se classe 7e du 10 000 m des championnats du monde 2022 à Eugene.
En début de saison 2023, aux championnats du monde de cross de Bathurst en Australie, il se classe deuxième de la course individuelle derrière Jacob Kiplimo, et obtient une deuxième médaille d'argent par équipes. Il établit un nouveau record d'Éthiopie du 10 km en mars 2023 à Laredo en 26 min 33 s. En juin 2023, lors du meeting Athletissima de Lausanne, il porte son record personnel sur 5 000 m à 12 min 40 s 45, devenant le cinquième meilleur performeur de l'histoire sur cette distance.
Le 25 août 2024, il signe la troisième meilleure performance de tous les temps sur 3000 mètres lors de la 2024 Silesia Diamond League en 7 min 21 s 28, dans la même course dans laquelle Jakob Ingebrigtsen bat le record du monde de la distance jusque-là tenu par Daniel Komen, en 7 min 17 s 55.

## Palmarès
| Date | Compétition                    | Lieu             | Résultat | Épreuve             | Temps          |
| ---- | ------------------------------ | ---------------- | -------- | ------------------- | -------------- |
| 2018 | Championnats du monde juniors  | Tampere          | 3e       | 10 000 m            | 27 min 48 s 41 |
| 2021 | Jeux olympiques                | Tokyo            | 4e       | 10 000 m            | 27 min 46 s 16 |
| 2021 | Ligue de diamant               | Ligue de diamant | 1er      | 5 000 m             | 12 min 58 s 65 |
| 2022 | Championnats du monde          | Eugene           | 7e       | 10 000 m            | 27 min 31 s 00 |
| 2023 | Championnats du monde de cross | Bathurst         | 2e       | Individuel          | 29 min 26 s    |
| 2023 | Championnats du monde de cross | Bathurst         | 2e       | Par équipes         | 32 pts         |
| 2023 | Championnats du monde          | Budapest         | 8e       | 5 000 m             | 13 min 12 s 99 |
| 2023 | Championnats du monde          | Budapest         | 4e       | 10 000 m            | 27 min 55 s 71 |
| 2024 | Championnats du monde de cross | Belgrade         | 2e       | Course individuelle | 28 min 12 s    |
| 2024 | Championnats du monde de cross | Belgrade         | 3e       | Par équipes         | 40 pts         |
| 2024 | Jeux olympiques                | Paris            | 2e       | 10 000 m            | 26 min 43 s 44 |
| 2025 | Championnats du monde en salle | Nankin           | 2e       | 3 000 m             | 7 min 46 s 25  |

## Records
| Épreuve       | Temps            | Lieu      | Date             |
| ------------- | ---------------- | --------- | ---------------- |
| 3 000 mètres  | 7 min 26 s 20    | Karlsruhe | 28 janvier 2022  |
| 5 000 mètres  | 12 min 40 s 45   | Lausanne  | 30 juin 2023     |
| 10 000 mètres | 26 min 31 s 13   | Nerja     | 14 juin 2024     |
| 5 kilomètres  | 12 min 49 s (WR) | Barcelone | 31 décembre 2021 |
| 10 kilomètres | 26 min 33 s (NR) | Laredo    | 11 mars 2023     |
| 15 kilomètres | 46 min 9 s       | São Paulo | 31 décembre 2019 |